# Worlds Apart (álbum de ...And You Will Know Us by the Trail of Dead)
Worlds Apart es el cuarto álbum de estudio de la banda norteamericana ...And You Will Know Us by the Trail of Dead. Fue lanzado el 25 de enero de 2005 por la discográfic Interscope Records y alcanzó el puesto número 92 de la lista británica UK Album Chart.

## Listado de canciones
1. "Ode to Isis" – 1:16
2. "Will You Smile Again?" – 6:50
3. "Worlds Apart" – 2:55
4. "The Summer of '91" – 3:12
5. "The Rest Will Follow" – 3:20
6. "Caterwaul" – 4:52
7. "A Classic Art Showcase" – 5:47
8. "Let it Dive" – 4:45
9. "To Russia My Homeland"† – 1:25
10. "All White" – 1:49
11. "The Best" – 4:47
12. "The Lost City of Refuge" – 3:50